# توماس دیتهارت
توماس دیتهارت (انگلیسی: Thomas Diethart؛ زاده ۲۵ فوریه ۱۹۹۲) یک اسکی‌باز در رشته پرش اهل اتریش است.